# Vöhringen, Neu-Ulm
Vöhringen là một đô thị ở huyện Neu-Ulm bang Bayern thuộc nước Đức.